# Sambische Davis-Cup-Mannschaft
Die sambische Davis-Cup-Mannschaft ist die Herren-Tennisnationalmannschaft Sambias. 

## Geschichte
Zwischen 1990 und 2003 nahm Sambia am Davis Cup teil. Ihr bestes Resultat war das Erreichen des Viertelfinals in der Afrika-Gruppenzone II in der Saison 1991. Erfolgreichster Spieler ist Sidney Bwalya mit insgesamt 22 Siegen, mit 32 Teilnahmen ist Lighton Ndefwai-Muchinda Rekordspieler. 